# Trigonoptera neja
Trigonoptera neja är en skalbaggsart som beskrevs av Gilmour 1950. Trigonoptera neja ingår i släktet Trigonoptera och familjen långhorningar. Inga underarter finns listade i Catalogue of Life.